# تيري أوكونور
تيري أوكونور هو سياسي كندي، ولد في 24 مارس 1940 في تورونتو في كندا. حزبياً، نشط في الحزب الكندي التقدمي المحافظ وحزب أونتاريو المحافظ التقدمي. وقد انتخب عضو برلمان مقاطعة أونتاريو وانتخب عضو مجلس العموم الكندي.